# Humoralna imunost
Humoralna imunost je specifična imunost zaradi protiteles v krvni plazmi, limfi in drugih telesnih tekočinah (v nasprotju s celično imunostjo, ki jo vršijo limfociti T). Protitelesa proizvajajo aktivirani limfociti B, imenovani plazmatke. Dražljaj za aktivacijo limfocita B lahko posreduje druga antigen predstavitvena celica (na primer dendritska celica). Sproščena protitelesa se vežejo na antigene na površini mikroorganizma, ki je vdrl v organizem (npr. bakterije ali virusa). Humoralna imunost ima tako ime, ker zajema snovi v telesnih tekočinah (lat. humor = vlaga).
Imunski sistem organizma razdelimo na prirojenega in pridobljenega. Vsak od njiju je sestavljen iz humoralne in celične komponente.

## Protitelesa
Protitelesa so imunoglobulini, glikoproteinske molekule. Izraza protitelo in imunoglobulin se pogosto uporabljata sopomensko. Nahajajo se v krvi in tkivnih tekočinah ter v izločkih. Gre za velike globularne (okroglaste) beljakovine, ki so oblikovane v črko Y. Pri sesalcih obstaja 5 razredov protiteles: IgA, IgD, IgE, IgG in IgM. Med seboj se razlikujejo v bioloških lastnostih in delujejo proti različnim antigenom.
Protitelesa so mehanizem pridobljene imunosti za prepoznavanje in nevtraliziranje tujkov, kot so bakterije in virusi. Posamezno protitelo prepozna točno določen antigen, proti kateremu je ustvarjeno. Po vezavi na antigene lahko protitelesa povzročijo aglutinacijo in obarjanje kompleksov antigen-protitelo, označijo tujke za fagocitozo (ki jo izvršijo makrofagi in druge celice), blokirajo virusne receptorje ter spodbudijo druge imunske odzive, kot je na primer komplementni sistem.